# Ilmar Raag

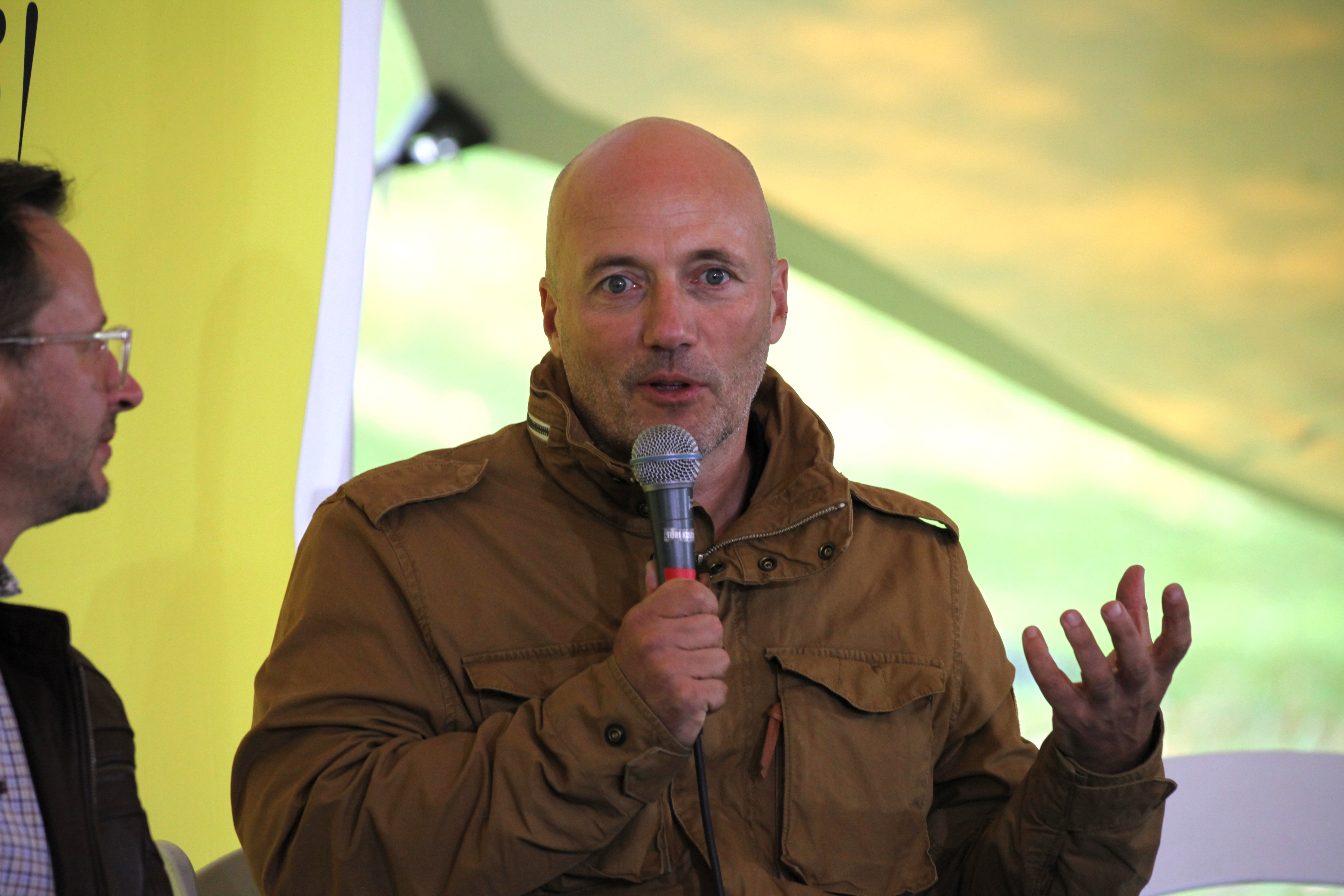
Ilmar Raag (2021)

Ilmar Raag (ur. 21 maja 1968 w Kuressaare) – estoński reżyser, scenarzysta i producent filmowy.
Jego najbardziej znany film to Nasza klasa (2007). W latach 2002–2005 był dyrektorem generalnym estońskiej telewizji państwowej (est. Eesti Televisioon). Jest znanym publicystą wielu prestiżowych gazet estońskich ("Postimees", "Eesti Päevaleht").

## Życiorys
Ilmar Raag urodził się w Kuressaare 21 maja 1968 roku. Ukończył studia na Uniwersytecie w Tartu w 1997 i uzyskał stopień magistra scenopisarstwa na Uniwersytecie w Ohio. Był także stażystą w wytwórniach filmowych w Hollywood.
Później był szefem estońskiej telewizji, awansował na stanowisko prezesa zarządu tej firmy. W 2002 wystawił sztukę w teatrze Ugala w mieście Viljandi. W 2004 napisał scenariusze fabularnych filmów telewizyjnych, z których jeden reżyserował - Sierpień 1991. Zajął trzecie miejsce w konkursie Hartley Merill International Screenwriting Competition.
Zakończył współpracę z telewizją, gdy nakręcił swój pierwszy film fabularny Nasza klasa (2007). Obecnie pracuje nad dalszymi projektami wspólnie z producentką Riiną Sildos z estońskiej wytwórni Amrion.

## Filmografia
Reżyser
- 2022: Eryk Kamienne Serce (Erik Kivisüda)
- 2014: Ja nie wracam (Ma ei tule tagasi)
- 2013: Kertu - miłość jest ślepa (Kertu)
- 2012: Estonka w Paryżu (Une Estonienne à Paris)
- 2010: Klass: Elu Pärast
- 2007: Nasza klasa (Klass)
- 2005: Sierpień 1991 (August 1991, film telewizyjny)
- 1998: Tappev Tartu (film amatorski)

Scenarzysta
- 2013: Kertu - miłość jest ślepa (Kertu)
- 2012: Estonka w Paryżu (Une Estonienne à Paris)
- 2010: Klass: Elu Pärast
- 2008: Byłem tu (Mina olin siin)
- 2007: Nasza klasa (Klass)
- 2006: Vana daami visiit
- 2005: Libahundi needus (film telewizyjny)
- 2005: Sierpień 1991 (August 1991, film telewizyjny)
- 1998: Tappev Tartu (film amatorski)